# Sthenurus stirlingi
Espèce
Sthenurus stirlingi est une espèce de marsupiaux de la famille des Macropodidae. C'est la plus grande espèce du genre Sthenurus et le deuxième plus grand kangourou qui ait jamais existé. Il a vécu au Pléistocène, en Australie , il y a 2 millions d'années à 50 000 ans.

## Systématique
L'espèce Sthenurus stirlingi a été décrite en 1995 par les paléontologues Rod T. Wells (d) et Richard H. Tedford.

## Description
Sthenurus stirlingi mesurait 3 m de haut et 3,5 m de longueur. Il se nourrissait d'eucalyptus. Son poids était d'environ 230 kg.

## Étymologie
Son épithète spécifique, stirlingi, lui a été donnée en l'honneur du scientifique et politicien australien Edward Charles Stirling (d) (1848-1919), ancien directeur du musée d'Australie-Méridionale, qui, avec l'aide de son assistant Amandus Zietz (d) (1840-1921), a été le premier à collecter et décrire des vertébrés fossiles du lac Callabonna.

## Publication originale
- (en) Roderick T. Wells et Richard H. Tedford, « Sthenurus (Macropodidae, Marsupialia) from the Pleistocene of Lake Callabonna, South Australia », Bulletin of the American Museum of Natural History, New York, Musée américain d'histoire naturelle, vol. 225,‎ 1995, p. 1-111 (ISSN 0003-0090 et 1937-3546, OCLC 1287364, lire en ligne).